# Murulya, Sulya
Murulya là một làng thuộc tehsil Sulya, huyện Dakshin kannad, bang Karnataka, Ấn Độ.